# エコエコアザラク
『エコエコアザラク』 は、古賀新一による日本のホラー漫画。また、それを原作としたテレビドラマ、映画も繰り返し製作された。古賀自身の原動画による「止め画」と「動画」を混合したアニメ風の作品も製作された。

## 解説
黒魔術（こくまじゅつ）を駆使する若い魔女・黒井ミサ（くろいミサ）を主人公とし、ミサに関わる奇怪な事件、人々の心の闇を描く。原作の黒井ミサは、善人であれ悪人であれ場合によっては人を平気で惨殺する非情な魔女として登場、特に自分に対する性犯罪者に対しては容赦なく報復する場面がたびたび描かれた。
古賀新一へのインタビューによれば、ホラー漫画家としての15年間でネタが尽きた結果、苦手としていた魔女ものが浮かんだという。ミサのキャラクターはホラーの世界から自然に生まれ、その一方で親近感のある、どこにでもいそうな女の子であることに重点をおいたとしている。
ミサは魔女としての残忍さと普通の中学生（続編では高校生）としての可愛らしさを併せ持つ得体の知れないキャラクター（単発読み切りであった第1話では年齢等も含め完全に正体不明の辻占い師でしかない）であるが、回が進むにつれ、比較的明るい性格の娘へと変化していった。当初は怪異を起こす「加害者」としての立場が多かったが、連載後半では怪事件に巻き込まれる「被害者」になることも多くなった。また、別の悪と対決するスーパーヒロイン的要素も加味される。しかし、基本的には邪悪さを隠し持ったダークヒロインであった
(REBORNでは得体の知れなさ、残忍さを強調した初期のキャラクターに近い描写に戻っている)。

## 漫画
秋田書店発行の『週刊少年チャンピオン』にて1975年9月1日号から1979年4月9日号まで連載するロングヒットとなった。単行本は全19巻。角川書店から文庫版全10巻が出ている。
『ブラック・ジャック』（手塚治虫）、『ドカベン』（水島新司）、『750ライダー』（石井いさみ）、『がきデカ』（山上たつひこ）、『マカロニほうれん荘』（鴨川つばめ）などと並んで、同誌の黄金期を支えた連載漫画作品の一つであり、『ブラック・ジャック』の「魔女裁判」という話では、間接的に本作品を意識したと思われるコマが存在している。
1980年代には『月刊少年チャンピオン』にて「魔女黒井ミサ」「魔女黒井ミサ2」として高校生編を連載、さらに1993年からは同じく秋田書店のホラー漫画誌『サスペリア』に居を移し、「エコエコアザラク II」を連載した。
1998年10月からサスペリアにて新シリーズ[真・黒魔術エコエコアザラク]として連載開始。1999年2月にシリーズ最終回を迎えた。
サスペリア に作者から最終回にあたってのコメントが掲載された。
作品は単行本化されていない。
2009年5月28日発売の『週刊少年チャンピオン』第26号にて、同誌の創刊40周年記念企画として、30年ぶりの同誌登場となる読切新作が掲載された。
『エコエコアザラク REBORN』が、『チャンピオンRED』（秋田書店）にて2020年5月号から2023年5月号まで連載。全30話。作画は山田J太。

## ミサのキャラクター
本作品は上記の通り、主人公黒井ミサの特異なキャラクター性によって成立している。黒井ミサのキャラクター、設定は原作、映像作品を跨ぎ複数のバリエーションがある。ここではその原作版準拠の基本設定を中心に代表的な物を紹介する。

### プロフィール
- 年齢:15歳
- 職業:原作1作目は中学生。続編である魔女黒井ミサ、魔女黒井ミサ2、エコエコアザラクII、REBORN、および映像版では高校生
- 出身:東京都
- 家族：臣夫（父）、奈々子（母）、恵理（亡妹※映像版ではアンリの名で登場）、サトル（叔父）、他に祖母が存在（名称不明）

#### 身体的特徴
- 長い黒髪の美少女であり首筋にカエルの手のようなアザがある。これは悪魔との契約の証であり痛覚が無く、実際の魔女伝説に基づいている。
- 顎を外して顔をくしゃくしゃに出来る。そのためあだ名は「くしゃくしゃ人間」。

#### 特技
- タロット占い
- 剣道などの武術や、柔術らしき護身術を使い映像版では剣を使ったアクションも見せる
- 魔術に精通しており達人。復讐のため悪魔アスタロトを自らに憑依させ山犬に変化する、現場に落ちていた呪符を悪魔シャックスのものであることを即座に見抜くなどの場面が描かれている。

#### アルバイト
- 占い師の仕事のアルバイトをしており、原作の第1話でも辻占い師として登場している
- 黒井医院で看護師（看護婦）として働いている。映像版にも登場。
- 家政婦。映像版ではメイド姿も披露している。
- その他、映像版では古本屋でのアルバイトや喫茶店でのアルバイトもしている。また原作版では、中学生であるにもかかわらず喫茶店の経営までしている。

#### 呪文
"Eko, eko, azarak. Eko, eko, zomelak." というのはジェラルド・ガードナーが1949年に書いた小説 "High Magic’s Aid" に出てくる歌である（17章）。
以後、ガードナーの影響を受けた Book of Shadows によく出てくる。
ガードナーと共に Book of Shadows を書いたドリーン・ヴァリアンテによると、古い歌であり、意味は分からないとのこと。
Alex Sanders による1970年の録音 A Witch is Born や1971年映画 Secret Rites などによって一般に知られるようになった。
漫画作品の中ではあたかも呪文 (spell) のように扱われているが、ガードナーの流れをくむウイッカ (Alexandrian Wicca も含む) では単なる歌 (song, chant) である。

## 映画

### エコエコアザラク -WIZARD OF DARKNESS-
1995年4月8日公開。監督は佐藤嗣麻子。音楽は ALI PROJECTの片倉三起也。SFXスーパーバイザーに白組の山崎貴。エコエコアザラク初の映像作品。ゆうばり国際ファンタスティック映画祭ヤング・ファンタスティック・グランプリ部門南俊子賞（批評家賞）受賞。
ラブストーリーの監督を希望する佐藤により、ほのかな恋愛要素が重視された。
本作品において、ミサがロケットに入れた何者かの遺髪に語りかけるシーンがあるが、これは後述の『エコエコアザラクII-BIRTH OF THE WIZARD』のある登場人物の物である。が、それだけでなく、このシーンが後発のある作品にも影響を与えている。

#### キャスト（映画第1作）
- 黒井ミサ：吉野公佳
- 倉橋みずき：菅野美穂
- 新藤剣一：周摩
- 水野隆行：高橋直純
- 白井響子：高樹澪
- 田中和美：角松かのり
- 渡辺千絵：柴田実希
- 小沢由香：前園樹里
- 池野祐太：平林達樹
- 安倍伸宏：奥澤裕太
- 松本玲子：織原かおり
- 高田圭：南周平
- 吉田麻貴：田村美保
- 木村謙吾：須藤丈士
- 中村加奈：平山美花
- 沼田秀樹：岡村洋一
- 茶風林、笹岡繁蔵、梛野素子　ほか

#### スタッフ（映画第1作）
- 製作 - ギャガ・コミュニケーションズ、円谷映像
- 監督・ストーリー原案 - 佐藤嗣麻子
- 脚本 - 武上純希
- 音楽 - 片倉三起也（ALI PROJECT）
- スペシャルエフェクト - 白組
- デジタルビジュアルエフェクト - 山崎貴
- 殺陣 - 大滝明利
- 音響効果 - 柴崎憲治
- 仕上 - 映広
- 現像 - 東京現像所
- スタジオ - C.A.Lスタジオ
- プロデュース - 千葉善紀、今井朝幸、小林俊一
- 企画 - 山地浩、円谷粲
- 配給 - ギャガ・コミュニケーションズ

### エコエコアザラクII -BIRTH OF THE WIZARD-
1996年4月20日公開。監督は佐藤嗣麻子。音楽はALI PROJECTの片倉三起也。SFXスーパーバイザーに白組の山崎貴。
黒井ミサが魔女として目覚める原因を描いた作品。続編ではあるが、前作より時系列では過去にあたる。本作品はシリーズで最初の『魔女ではなかったころの黒井ミサ』が描かれた作品である。そのためミサ自身は前作より活躍しなくなったものの、より緊迫感のあるスリリングなアクションを見せる和製ターミネーター的作品となっている。また本作品で重要な役を演じた白鳥智恵子は、のちのテレビシリーズにも別の役で出演している。

#### キャスト（映画第2作）
- 黒井ミサ：吉野公佳（少女時代：鈴木絵里香）
- 斎呀：四方堂亘
- 高梨翔子：白鳥智恵子
- 翔子の父：大谷朗
- 斎呀一族長老：天本英世
- 医師・大川：斉藤暁
- 寺田克也：三橋貴志
- 岡崎武昭：北川悠仁
- 木村千香：藤枝真琴
- 考古学者・梶研吾：石倉民雄
- 考古学者の助手・七月鏡子：福家美峰
- 霧江：冨永アミナ
- 角松かのり（友情出演）

#### スタッフ（映画第2作）
- 製作 - ギャガ・コミュニケーションズ、円谷映像
- 監督・脚本 - 佐藤嗣麻子
- 音楽 - 片倉三起也（ALI PROJECT）
- スペシャルエフェクト - 白組
- デジタルビジュアルエフェクト - 山崎貴
- 特殊造形 - 竹谷隆之、高橋雅人、寺田克也、TOMO、小澤由浩、山口隆
- スタントコーディネーター - 髙橋伸稔
- スタント&アクション - 倉田プロモーション（猪原伸浩、肥後元鋭）
- 音響効果 - 柴崎憲治
- 仕上 - 映広
- 現像 - 東京現像所
- プロデュース - 千葉善紀、今井朝幸
- 企画 - 山地浩、円谷粲
- 配給 - ギャガ・コミュニケーションズ
- 配給協力 - ゼアリズ

#### 主題歌（映画第2作）
- 『星月夜〜ルシファー第四楽章〜』（歌：ALI PROJECT）

#### 小説版
- 「エコエコアザラクII」（脚本：佐藤嗣麻子　ノベライズ：多田洋一　扶桑社文庫、1996年4月、ISBN 4594019684）

### エコエコアザラクIII -MISA THE DARK ANGEL-
1998年1月16日公開。監督は上野勝仁。音楽は鈴木大介。物語はテレビシリーズの後日談的位置付けになっている。
本作において、ミサが登場人物の木下亜夜に『大切な人の遺髪』の入ったロケットを托すシーンがある。これは前述の劇場版1作目『エコエコアザラク-WIZARD OF DARKNESS』での描写を意識したシーンである。しかしこれはただのオマージュではなく、主演者は違っても本作が後述のテレビシリーズから繋がっているとも前述の映画2作から繋がっているとも取れるようにするための、両方のファンに配慮した演出である。
このことから、前述の劇場版2本と後述のテレビシリーズとはある種のパラレルワールド扱いであることがわかる。
また、本作はシリーズ中ミサが最も激しいアクションを見せ、ストーリーもシリーズ中最もヒロイックな内容となっている。テレビシリーズ終盤と同じく、クトゥルフ神話へのオマージュ色が強い。
本作は趙方豪の遺作となった。

#### キャスト
- 黒井ミサ：佐伯日菜子
- 木下亜夜：七海彩夏
- 風見 光：萩原由紀
- 土器手かほり：高橋あゆみ
- 水島真実：三輪ひとみ
- 火野陽子：藤村ちか
- 鎌田 瞳：山本エレナ
- 河合由樹：滝村裕子
- 黒井サトル：趙方豪
- 管理人：梅津栄
- 郵便局人：七世一樹

#### スタッフ
- 製作 - ギャガ・コミュニケーションズ、円谷映像
- 監督 - 上野勝仁
- 脚本 - 七月鏡一、林壮太郎
- 脚本監修 - 梶研吾
- 音楽 - 鈴木大介
- 特殊メイク - 原口智生、宗理起也
- スタントコーディネーター - 髙橋伸稔
- スタント&アクション - 倉田プロモーション
- 音響効果 - 丹雄二
- 仕上 - 映広
- プロデュース - 千葉善紀、板谷健一、今井朝幸、太田裕輝
- 企画 - 山地浩、円谷粲
- 配給 - ギャガ・コミュニケーションズ
- 配給協力 - ゼアリズ

#### 主題歌
- 『すべての出逢いと別れに』（歌：FANATIC◇CRISIS）

劇中曲
- 「FOGBOUND」､ 「ONLY BLOOD」､「A HUNDRED SUNS」､「BACK IN BLACK」､「STAIN」､ 「EMERGENCE」（歌､ 演奏：BOOM BOOM SATELLITES）

### EKOEKO AZARAK エコエコアザラク
2001年4月28日公開。監督は鈴木浩介。
『クリスマス・イヴ』に続くギャガ・コミュニケーションズと東映ビデオの共同製作映画「デジタル・シネマ・プロジェクト」の2弾で、加藤夏希の映画初主演作品。本作品でミサ役を演じた加藤は、原作者古賀新一が最も気に入っているとするミサ役女優であり、本作品製作以前は佐伯日菜子に対して同様の発言をしている。
また、本作品は設定を一新しBIRTH OF THE WIZARD同様、ミサの魔女覚醒以前の物語とされているためシリーズ中唯一ミサが直接魔術を使う描写がない。これ以降、映画シリーズは設定リセットと仕切り直しを繰り返していくこととなる。
クリスマス・イヴと同様、撮影にはHDCAMの30Pモードが使用され、デジタル処理が制作当時の最高画質で行われている。

#### キャスト（EKOEKO AZARAK）
- 黒井ミサ：加藤夏希
- 仁美：大谷みつほ
- ケンジ：高野八誠
- 田上医師：光石研
- 前田ディレクター：遠藤憲一
- 木岡笙子：水木薫
- 野沢刑事：諏訪太朗
- 神崎刑事：津田寛治
- 伊藤洋三郎、飯島大介、曽根英樹、大林丈史、伊藤高、小島一慶、奏谷ひろみ ほか

#### スタッフ（EKOEKO AZARAK）
- 製作 - ギャガ・コミュニケーションズ、東映ビデオ
- 監督 - 鈴木浩介
- 脚本 - 小林弘利
- 音楽 - 北里玲二、笠松広司
- 特殊造形 - 山田陽
- 技術協力 - 池田屋
- 制作協力 - 円谷映像
- 製作者 - 田中和彦、黒澤満
- 企画 - 竹本克明、折坂哲郎、松井俊之、円谷粲
- プロデュース - 板谷健一、今井朝幸、太田裕輝、藤井恭
- アソシエイトプロデューサー - 松橋真三
- 配給 - ギャガ・コミュニケーションズ
- 配給協力・宣伝 - リベロ

#### 主題歌（EKOEKO AZARAK）
- 『憂凪〜YU-NAGI〜』（歌：木村由姫）

### エコエコアザラク R-page
2006年12月16日公開。監督は太一。脚本：天野裕充、太一。音楽ディレクター：中川孝。後述の「B-page」と同時公開。
本作品は前述の映画シリーズや、後述のテレビシリーズとの明確な繋がりは不明である。が、過去のテレビシリーズなどへのオマージュ的なシーンも複数観ることが出来る。
当初、ミサの服装は旧映画版と同じく普通の黒い制服のはずであったが、主演の近野成美によると衣装担当者のアドリブにより、当初はなかった黒いレース・フリルが手製で付け加えられることで所謂『ゴスロリ』風の特異な衣装となった。
また、本作品では映像作品としては初めて『首筋のカエルの手のような痣』『顔をくしゃくしゃにして殴られた顔を元に戻す』といった原作版の有名シーンへのオマージュ描写がある。アイスクリームの食べ方がわからないなど、まるでミサが人間ではないかのような描写もあり、ミサ自身のキャラクターも、シリーズ中最も抑揚がない。呪文詠唱にも他のシリーズと違い、エコーが使われず抑えめの演出がされている。さらに他シリーズのミサと違い、剣ではなく銀色の杭のような針状のアイテムを魔術道具として使用しており、自身の髪の毛から変化させているような描写もある。それ以外にも『聖獣ドルギガの涙』なるダウジングツールも使用している。
本作は近野成美、梅澤詩音以外にもavex製作の平成仮面ライダーシリーズに縁がある俳優たちが多数出演していることも特徴である。特に主演者の一人である梅澤詩音を活かしたある仕掛けがある。

#### キャスト（R-page）
- 黒井ミサ：近野成美
- 梢：伊藤裕子
- 隆：虎牙光揮
- 冴子：柳沢なな
- ワタル：梅澤詩音
- リーダー：IZAM
- 神父：篠井英介

#### 主題歌（R-page）
- 『ALL FOR YOU』（歌：CEYREN）

### エコエコアザラク B-page
2006年12月30日公開。監督は太一。脚本：天野裕充、太一。音楽ディレクター：中川孝。前述の「R-page」と同時公開。

#### キャスト（B-page）
- 黒井ミサ：近野成美
- リョウ：高木りな
- ミリス：秋山莉奈
- リョウの弁護士：野村宏伸
- 女子高生：立花彩野

#### 主題歌（B-page）
- 『CRAZY FOR YOU』（歌：CEYREN）

## ビデオ映画

### エコエコアザラク -黒井ミサ・ファーストエピソード-
2011年製作。監督・脚本は原作者の古賀自身が務め、監督補に山口ヒロキを迎えた。
「ファースト・エピソード」の名の通り、ミサが初めて黒魔術と出会い魔術師として目覚める過程を描く。

#### キャスト（ファーストエピソード）
- 黒井ミサ：前田希美
- 栩原楽人
- 河田義市
- 藤崎ルキノ
- 森万由加
- 阿部恍沙穂
- 桑田彩

#### スタッフ（ファーストエピソード）
- 監督・原作・脚本 - 古賀新一
- 監督補・編集 - 山口洋輝
- VFXスーパーバイザー - 小田一生
- 美術 - 最上勝司
- 録音 - 高田伸也、鈴木明彦
- 特殊造形・メイク - 奥山友太
- 特殊造型・特殊メイク監修 - 西村喜廣
- 衣装・メイク - 岩崎奈都子
- MA・音響効果 - 村上一久
- 助監督 - 谷口昌史
- 企画協力・脚本協力 - 辻友貴
- 撮影 - 栗山進太郎
- 音楽 - 浜口祐夢、川本盛文
- 制作プロダクション - アルチンボルド、フレッシュハーツ
- 制作協力 - 御茶工房
- 企画協力 - スタジオハードデラックス
- 製作 - ジェネオン・ユニバーサル・エンターテイメント

## テレビドラマ

### エコエコアザラク
テレビ東京で1997年2月1日から5月31日まで、テレビ大阪で1997年10月2日から1998年4月1日までギャガ・コミュニケーションズ製作、円谷映像制作で放送された。
佐伯日菜子演じる黒井ミサは最高のハマリ役と言われ、視聴率は深夜2時の放送としては異例の高視聴率を記録した。全26話。テレビ東京版は神戸連続児童殺傷事件の影響により18話で打ち切りとなったが、事件の犯人逮捕後に放送が開始されたテレビ大阪と地方局で番販された際は最終話まで放送された（実質裏送り放送に近い構成）。
また、1・2話の脚本を執筆した小中千昭は後に「ああいう事件が起こると、それまで楽しんでいた人まで「不謹慎だ」という意識ができてしまう。でも『エコエコアザラク』みたいな番組を深夜にわざわざ見て抗議する人ってなんなんだって思う。文句言うために見てるのか。レンタルビデオでホラー借りてる人の名前を警察がチェックしたり。危機感を持ちましたね」と語っている。
BGMは当初、ALI PROJECTの片倉三起也作曲の映画版での曲を流用していたが、後半は鈴木大介のものが使用されるようになる。放送後のビデオソフト化にあたり、流用曲使用部分を鈴木大介のものに差し替えている。
本作品はシリーズ中でも特に黒井医院とサトルの登場やミサのアルバイトなどの数々の原作オマージュを行っている。またエピソード自体も『顔』『復讐』などの原作から原案を引っ張ったものが存在する。
全体は3話1部構成で3話ごとにストーリーが変化していくといった独特の構成となっている。その間、13話の『二年前』と23話の『最後の晩餐』のみ、魔女になる前のミサの過去を描くエピソードとなっており本放送時にはテレビ放映されておらず、関西地方での再放送時でのみ観ることが出来た。映像ソフトでは、1 - 13話に「THE SERIES」、14 - 26話に「THE SECOND」のサブタイトルが付けられている。
過去の映画2作とはパラレルワールドの関係にある。
シリーズ後半からはクトゥルフ神話に絡んだエピソードも登場しており、そのことがのちの劇場版IIIにも繋がっている。
また本作品ではミサの数々の魔術アイテムが登場する。以下代表的な物を挙げる。
- ロータスの剣 - 劇中最初に登場したアイテム。ロータスとは蓮のことであり、黄金の夜明け団に由来。ミサの代表的武器であり、魔法円を描いたり、悪魔への直接攻撃にも使用
- サトールの方陣 - サトールとはサタンの複数形であり、陣をくぐった物を閉じ込めて支配下に置く力がある
- ニード - ミサが3話まで首に下げていたペンダント状のアイテム。序盤のキーアイテム
- アサメイ - 魔術用ナイフ。ロータスの剣と同様、本来は斬りつける武器ではないが、ミサの場合格闘にも使用される。後述の『〜眼〜』にも形の違うものが登場
- ネクロノミコン - クトゥルフ神話に由来する、伝説の魔導書の写本である。ミサの一族は代々これを守り抜いて来た。後半の物語の鍵である
- エルピスの剣 - ネクロノミコンに封じられていた十字架型の聖剣。浄化の力があるミサの最強武器。のちの劇場版IIIでも活躍。エルピスとはギリシャ神話に由来し、希望を意味する

#### キャスト（テレビドラマ）
- 黒井ミサ - 佐伯日菜子
- 黒井アンリ - 今村理恵
- 黒井サトル - 趙方豪
- 黒井臣夫 - 団次郎
- 黒井奈々子 - 榊原るみ
- 小岩井丸男 - 高井厨子夫

##### ゲスト
- 富沢尚美 - 堀川早苗（1 - 3）
- 棟丘丈人 - 北川悠仁（1 - 3）
- 待井博美 - 三田あいり（1 - 3）
- 柳 郁男 - 小林正善（1 - 3）
- 小平 麗 - 桂木亜沙美（2）
- 沢木竜彦 - 増田雄一（3）
- 田代美幸 - 小栗華織（4）
- 早川博 - 正城慎太郎（4）
- 松村明美 - 広菜りえ子（5）
- 大塚優子 - 勇静華（6）
- 神谷愛美 - 谷口あゆみ（6）
- 松本ゆきの - 川村千里（6）
- 古谷仁美 - 太田有美（7）
- 吉川綾 - 徳永廣美（8）
- 大松和美 - 鈴木理恵（9）
- 大森弓恵 - 萩原ひとみ（10 - 12）
- 吉山純子 - 麻生麻宮子（10 - 12）
- 細野京介 - 山本陽一（10 - 12）
- 篠原比呂 - 安藤あき子（10 - 12）
- 綱島樹 - 川崎愛（14）
- 関根翔子 - 岳美（14）
- 大崎月子 - 清水真実（15）
- 北条 薫 - あらいえみこ（15）
- 袴田瑞紀 - 三浦早苗（16）
- 吉沢早苗 - 原田志乃（16）
- 平野アヤ - つぐみ（17 - 18）
- 三浦えり - 望月沙耶（17 - 18）
- 矢島惠子 - 横山夏海（17 - 19）
- 田村秀美 - 須藤実咲（17 - 19）
- 岡本 薫 - 白鳥智恵子（21）
- カスミ -  野本実穂乃（24 - 26）
- 巻島菊江 - 東静子（24 - 26）

#### 主題歌（テレビドラマ）
- オープニングテーマ
  - 『OK』（歌：PLAGUES）［1-12話］
  - 『I call you』（歌：AYA）［13-26話］
- エンディングテーマ
  - 『だったら激しいキスで抱いて〜LOVE IS A WONDERFUL THING〜』（歌：ブラウン・シュガー）［1-12話］
  - 『気まぐれなキスでいい〜Hey〜』（歌：ブラウン・シュガー）［13-26話］

#### 放送リスト（テレビドラマ）
参照宇宙船YB 1998, p. 53
| 話数 | 放送日 （テレビ東京） | サブタイトル     | 監督        | 脚本                |
| ---- | --------------------- | ---------------- | ----------- | ------------------- |
| 01   | 2月1日                | 黒魔術の少女     | 清水厚      | 小中千昭            |
| 02   | 2月8日                | 顔               | 清水厚      | 小中千昭            |
| 03   | 2月15日               | リフレインの魔法 | 服部光則    | 岡野ゆうき          |
| 04   | 2月22日               | 愚魔             | 服部光則    | 古庄淳              |
| 05   | 3月1日                | 隣の女           | 村松弘之    | 林民夫              |
| 06   | 3月8日                | 魔性の園         | 上野勝仁    | 古庄淳              |
| 07   | 3月15日               | 死の掟           | 村松弘之    | 林民夫              |
| 08   | 3月22日               | めまい           | 上野勝仁    | 馬場園子            |
| 09   | 3月29日               | 夢魔の花         | 広田幹夫    | 赤松裕介 岡野ゆうき |
| 10   | 4月5日                | ヘカテ           | 服部光則    | 村井さだゆき        |
| 11   | 4月12日               | イビル・アイ     | 服部光則    | 村井さだゆき        |
| 12   | 4月19日               | 伝説の魔女       | 服部光則    | 村井さだゆき        |
| 13   | 4月26日               | 二年前           | 村松弘之    | 林民夫              |
| 14   | 5月3日                | 嫉妬             | 清水厚      | 林壮太郎            |
| 15   | 5月10日               | 復讐             | 清水厚      | 林壮太郎            |
| 16   | 5月17日               | 受胎             | 上野勝仁    | 新田隆男            |
| 17   | 5月24日               | 私               | 上野勝仁    | 林壮太郎            |
| 18   | 5月31日               | 包囲             | 広田幹夫    | 近藤巧治            |
| 19   | 未放映                | 七の封印         | 広田幹夫    | 近藤巧治            |
| 20   | 未放映                | 面               | 高橋巖      | 七月鏡一            |
| 21   | 未放映                | 血               | 高橋巖      | 新田隆男            |
| 22   | 未放映                | 魔女裁判         | Higuchinsky | 七月鏡一            |
| 23   | 未放映                | 最後の晩餐       | 村松弘之    | 林民夫              |
| 24   | 未放映                | 影               | 舞原賢三    | 林壮太郎 原案梶研吾 |
| 25   | 未放映                | 妹               | 舞原賢三    | 林壮太郎 原案梶研吾 |
| 26   | 未放映                | 聖戦             | 舞原賢三    | 林壮太郎 原案梶研吾 |

第13話「二年前」と第23話「最後の晩餐」はレンタルビデオ版には未収録で、レーザーディスク版、DVD版のみに収録されている。この2作品では、かつて円谷プロダクション製作の『帰ってきたウルトラマン』で主人公・郷秀樹を演じた団時朗と同作品のヒロイン・坂田アキ役の榊原るみがミサの両親を演じている。ミサの父親役に団時朗がキャスティングされたのは、1995年公開の伊丹十三監督映画『静かな生活』の制作中に佐伯日菜子が共演者の渡部篤郎から「団時朗に似てる」と言われたことがきっかけだった。

### エコエコアザラク〜眼〜
テレビ東京で2004年1月6日から3月30日まで、テレビ大阪で2004年1月10日から4月3日まで全13話が放送された。エイベックス製作・円谷エンターテインメント制作。
本作品ではミサが服装がそれまでとは大きく異なり、セーラー服ではなく黒いブレザー制服を着用している。
当初企画時では映像版としては初の原作連載初期の中学生時代のミサを再現するはずであり、そのため当初の設定画ではかなり幼いイメージのミサで新バージョンの衣装がデザインされていた。また本作品で主演の上野なつひが2役を演じた「四方田千砂」と、ミサが持ち歩くぬいぐるみ型カバンの「ビケちゃん」はシリーズ構成の脚本家小中千昭が過去に担当した作品に複数回観られた名前である。そのうちの『ビケちゃん』は、当初『ウルトラセブン』の『カプセル怪獣』のように、ミサ不在時にミサの代わりに戦う使い魔になるというアイデアもあった。
本作品ではかなり派手な光線技のような魔法も登場している。さらに6話にてミサが唱えた呪文には、「ハリーポッターシリーズ」に出て来る呪文が一部変形されてパロディ的に使用されている。他にも、アサメイの柄を長くして『魔法少女』のようなバトンアクションをさせる、といったユニークなアイデアも存在したようである。
本作品の終盤では、都市伝説として『30年前の黒井ミサ』の存在が語られる。これは映像版としては初めて原作との繋がりの可能性が示唆されたシーンである。またそれだけでなく、黒井ミサの顔が時代によって変わっている、と語られるシーンがあるがこれは本作品内だけのドラマとしての話だけでなく、黒井ミサという一人のキャラクターを主演者を変えながら描き続けて来たこのシリーズの特徴を逆手に取った、ある種のお遊びともサービスとも取れる仕掛けで解釈次第で、原作とも全てのシリーズとも本作品を繋げることが出来る。シリーズ後半に登場した実体を失った黒井ミサの精霊として描かれた姿も、旧作の黒いセーラー服を着たミサの顔がボカされている、といった思わせぶりな物になっている。

#### キャスト（眼）
- 黒井ミサ：上野なつひ
- 須田薫：三津谷葉子
- 佐橋恵理：杏さゆり
- 倉橋みすず：嘉陽愛子
- 宮田由比奈：笹岡莉紗
- 山中博美：来栖あつこ
- 伊澤亮子：朝加真由美
- 田上寛：渡辺いっけい

#### 主題歌（眼）
- オープニングテーマ
  - 『Destination』（歌：D-LOOP）
- エンディングテーマ
  - 『Eyes』（歌：嘉陽愛子）

#### 放送リスト（眼）
参照 宇宙船YEAR BOOK 2005
| 話数 | 放送日  | サブタイトル | 監督     | 脚本         |
| ---- | ------- | ------------ | -------- | ------------ |
| 01   | 1月6日  | 呪詛都市     | 服部光則 | 小中千昭     |
| 02   | 1月13日 | 儀式         | 服部光則 | 小中千昭     |
| 03   | 1月20日 | 赤い部屋     | 服部光則 | 村井さだゆき |
| 04   | 1月27日 | 悪の華       | 高橋巌   | 小中千昭     |
| 05   | 2月3日  | 呪痕の城     | 北浦嗣巳 | 村井さだゆき |
| 06   | 2月10日 | 怪物         | 北浦嗣巳 | 小中千昭     |
| 07   | 2月17日 | 複眼         | 清水厚   | 岡野ゆうき   |
| 08   | 2月24日 | 幽体         | 清水厚   | 村井さだゆき |
| 09   | 3月2日  | 眼球譚       | 服部光則 | 小中千昭     |
| 10   | 3月9日  | 流転         | 服部光則 | 岡野ゆうき   |
| 11   | 3月16日 | 魔女狩り     | 高橋巌   | 村井さだゆき |
| 12   | 3月23日 | 魔女の鉄槌   | 高橋巌   | 小中千昭     |
| 13   | 3月30日 | 地獄門       | 服部光則 | 小中千昭     |

| テレビ東京 火曜日25：00-25：30（2004年1月6日-3月30日） | テレビ東京 火曜日25：00-25：30（2004年1月6日-3月30日） | テレビ東京 火曜日25：00-25：30（2004年1月6日-3月30日） |
| 前番組                                                 | 番組名                                                 | 次番組                                                 |
| ------------------------------------------------------ | ------------------------------------------------------ | ------------------------------------------------------ |
| ALOHA STYLE                                            | エコエコアザラク〜眼〜                                 | ウルトラQ dark fantasy                                 |

## 画ニメ

### 画ニメ エコエコアザラク
- 2007年1月30日、東映アニメーションよりDVD発売[10]。止め画風の演出と、VFXを駆使した動画とサウンドで表現される「画ニメ」シリーズとして製作された。原作者である古賀が自ら脚本・作画を手掛けて、監督は人気ドラマ『富豪刑事』の長江俊和。黒井ミサの声優には、ミスマガジン2004グランプリの小阪由佳を起用。2007年6月2日より劇場公開もされた。

#### キャスト（画ニメ）
- 黒井ミサ：小阪由佳
- 人形の声・仲居：一木美名子
- 主人・男子生徒：松尾まつお
- 女将・女子生徒：枝村みどり
- 板前・男子生徒：千葉進歩
- 男子生徒：長谷川歩
- 仲居・女子生徒：明石香織

#### スタッフ（画ニメ）
- 原作・脚本・原動画：古賀新一
- 音楽：遠藤浩二
- 製作：東映アニメーション
- 監督：長江俊和

#### 収録作品
- 第一話「除霊」（古賀新一著「エコエコアザラクII」より）
- 第二話「変身」（古賀新一著「エコエコアザラクII」より）

## ゲーム

### エコエコアザラク（PC98版）
- 1992年、PC-9800シリーズ用ゲームソフトとして発売。

### エコエコアザラク（PS版）
- 1995年12月29日、ポリグラムより発売。プレイステーション用ソフト。アドベンチャーゲーム。
映画第1作をアレンジし、実写ムービーを使用。当時人気であった吉野公佳を黒井ミサ役に起用している作品であり[26]、ソフトのジャケットには吉野の姿があり、ゲーム本編にも吉野の映像が挿入されている。しかしアドベンチャーゲームでありながら一本道のストーリーに過ぎず、このことからゲームライターからは「映画の焼き直し」と低い評価を下されている[27]。PS版のために作成されたオリジナルのストーリー。アドベンチャーよりサウンドノベルに近いジャンル。閉鎖された学校内でおこるストーリーを選択肢を吉野公佳の視点を通した形で進んでいく[26]。

ある日の放課後、悪魔「ルシファー」を呼び出そうと目論む正体不明の召喚師の手により、ミサを含む13人の生徒たちは学校に閉じ込められてしまう。閉鎖された校内で、生徒たちは次々と殺されていく。黒井ミサは巻き起こるトラブルに対処していかなければならない。ストーリーの一部に映画版のフィルムを使用したムービーが挟まれている。展開によってはムービーが入らないこともある。ゲーム内では「しおりを挟む」という機能を使うことにより、いつでもしおりを挟んだ地点に戻ることができる[26]。

## CD

### sound story of エコエコアザラク
- 1992年11月25日、東芝EMIより発売。PC98用ゲームソフトのBGM集というスタイルではあるが、『週刊少年チャンピオン』連載時の漫画をイメージしたテーマソングや「弦楽四重奏」などの音楽をメインに、ドラマも収録したCD。

#### キャスト
- 黒井ミサ・歌：桂木亜沙美
- 少年：中村大樹

#### スタッフ
- 作曲・編曲：神尾憲一
- 作詞：大浦由貴

#### 曲目
1. オープニング・ナレーション
2. エコエコアザラク〜愛のテーマ〜（VOCAL VERSION）
3. 弦楽四重奏「エコエコアザラク」第一楽章：アレグロ・アッサイ（運命の扉）
4. 第二楽章：アダージョ・ミステリオーン（黒魔術の少女）
5. 第三楽章：アンダンティーノ（真実は夢の彼方に）
6. ショート・ストーリー「最終電車」
7. 忘却
8. 黒井ミサのテーマ
9. 堕天使の羽響
10. ソドムとゴモラ
11. 悪魔の狂宴
12. 忘却（REPRISE）
13. 魔法のランプ
14. 天使の饗宴
15. ソドムとゴモラ（REPRISE）
16. エコエコアザラク（カラオケ）

### エコエコアザラクII　オリジナルサウンドトラック
- 1996年8月1日、ポリグラムより発売。IIおよびIの楽曲も収録。IIの楽曲のあとに、Iの楽曲が収録されているため、物語の時系列で楽しむことができる。CDエクストラ使用。

- 片倉三起也 with ALI PROJECT

#### 曲目
1. 誕生
2. 覚醒
3. 不安
4. 追跡
5. 邪悪
6. 呪文
7. 決戦
8. 尊厳
9. 幻影
10. 静寂
11. Sent Of Love
12. Saiga
13. Last Words
14. Seal Of Solomon
15. Baphomet
16. 星月夜〜ルシファー第四楽章〜
17. Paradise Lost
18. Wizard Of Darkness
19. Roses Under The Moon
20. Lucifer From Heaven
21. Seigetsu-Ya

## 写真集

### VISIONS OF THE WIZARD
- 映画第1作・第2作を併せた写真集（朝日ソノラマ刊）

## 小説
- 小説 エコエコアザラク（岩井志麻子著、誠文堂新光社（APeS Novels）、2019年）